# Mohamed Essam
Mohamed Essam El-Din Abou-El-Ella Sabe (ur. 1 stycznia 1994 w Kairze) – egipski piłkarz występujący na pozycji napastnika w wietnamskim klubie Thể Công. Wychowanek El Mokawloon, w trakcie swojej kariery grał także w takich zespołach jak Wadi Degla, Legia II Warszawa, Ismaily, Al Nasr, Nadwiślan Góra, Stal Stalowa Wola, MKS Kluczbork, El-Entag El-Harby oraz Górnik Łęczna. Młodzieżowy reprezentant Egiptu.